# Umbilicaria peruviana
Umbilicaria peruviana är en lavart som beskrevs av Llano. Umbilicaria peruviana ingår i släktet Umbilicaria och familjen Umbilicariaceae.   Inga underarter finns listade i Catalogue of Life.